# Terugslagloze vuurmond

Principe van terugslagloze vuurmond

Een terugslagloze vuurmond (TLV) kan een geweer of kanon zijn waarbij de terugslag bij het afvuren van een projectiel beperkt wordt. De gassen, die bij de gecontroleerde ontploffing van de voortdrijvende lading vrijkomen, worden aan de achterzijde van het wapen uitgestoten waardoor de terugslag van de vuurmond wordt beperkt.
Door deze werking is een zwaar en gecompliceerd sluitstuk van een normaal kanon niet meer nodig. Het wapen wordt hierdoor minder zwaar en gemakkelijker hanteerbaar. De loop kan ook minder dik worden uitgevoerd waarmee het gewicht verder afneemt. Is de loop uitgerust met groeven dan is het een terugslagloos geweer en anders een terugslagloos kanon.
De projectielen voor een kanon zijn aangepaste granaten. Door het energieverlies dat optreedt bij het afvuren van een schot, in vergelijking tot een kanon met sluitstuk, heeft de granaat een kleiner bereik. Door het lichtere gewicht en de kleinere omvang zijn de terugslagloze vuurmonden veel mobieler dan traditionele kanonnen. De vuurmonden kunnen vanaf de schouder worden afgevuurd of van lichte terreinvoertuigen.

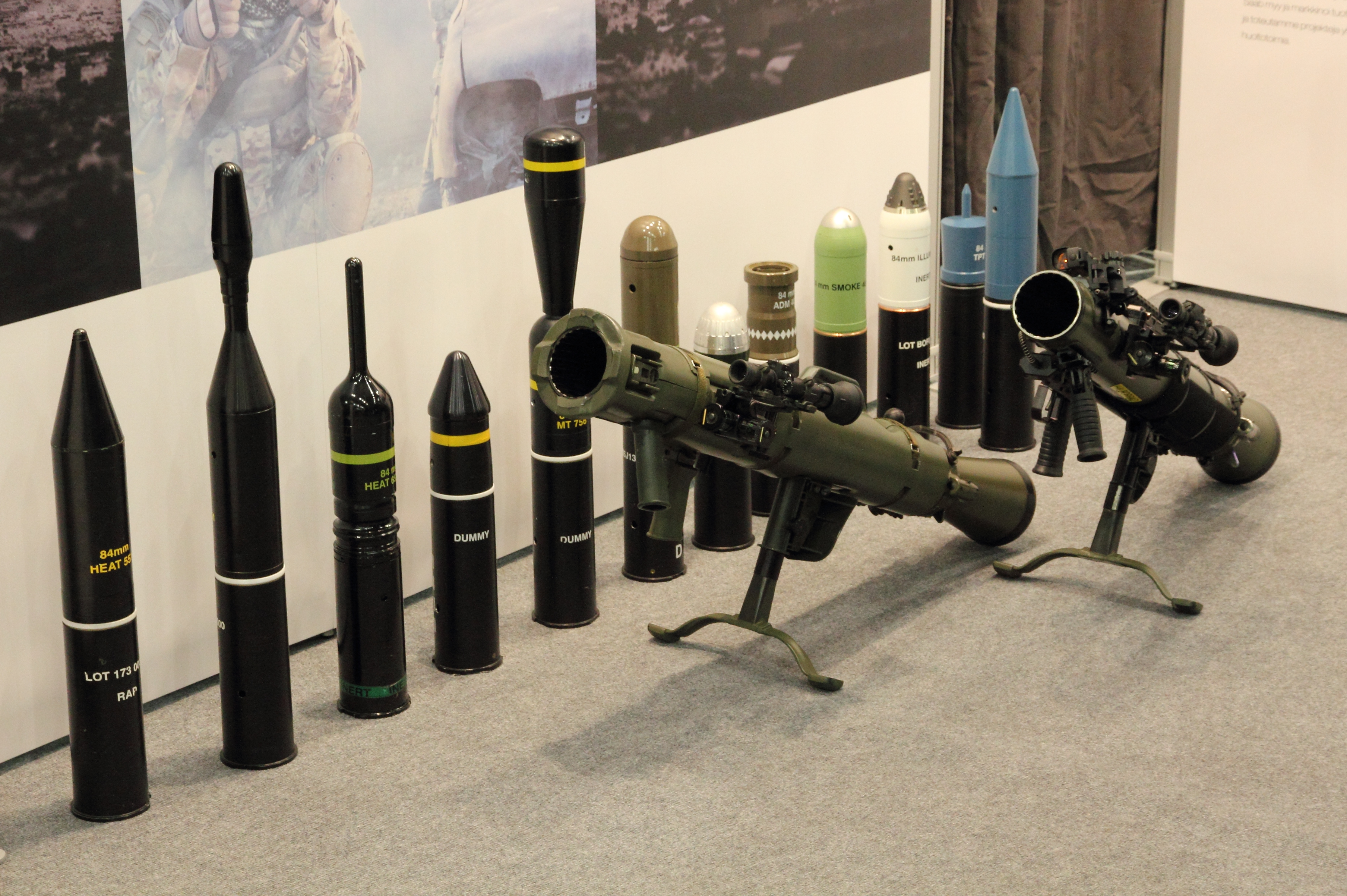
Carl Gustav met diverse granaten, gewicht vuurmond minder dan 10 kg
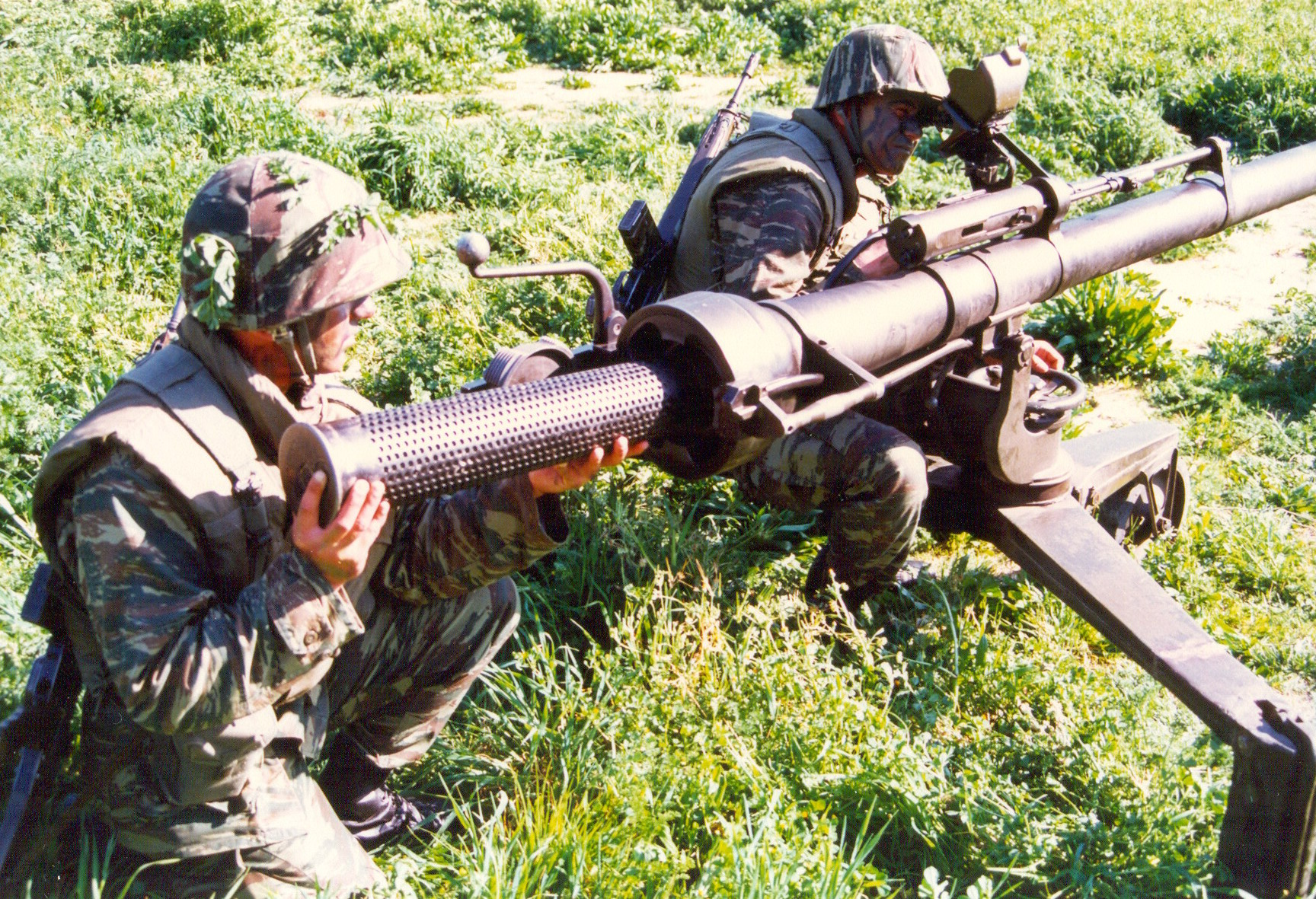
M40 recoilless rifle met een kaliber van 105 mm
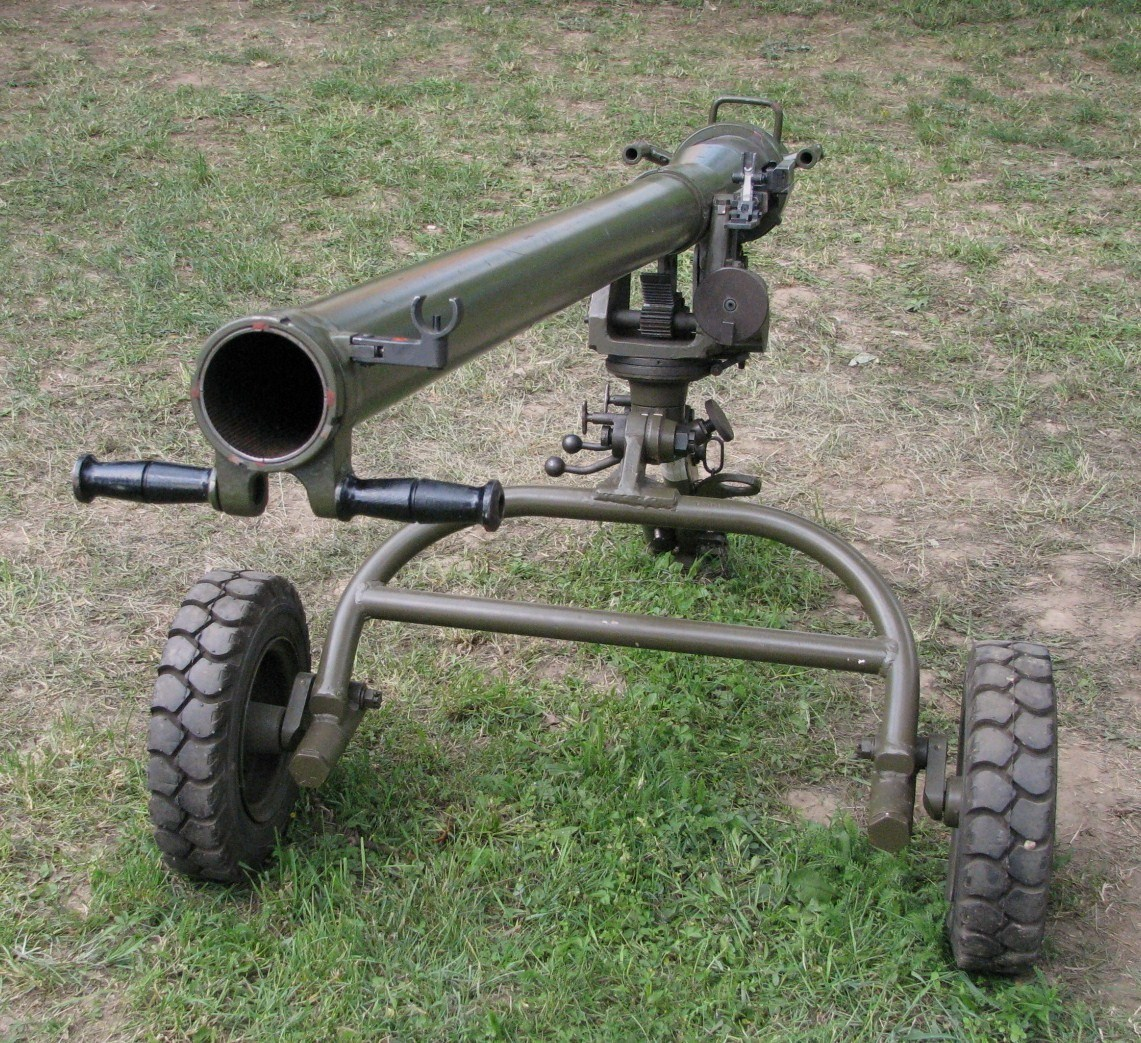
Russische B-10 van 82 mm op lichte handkar
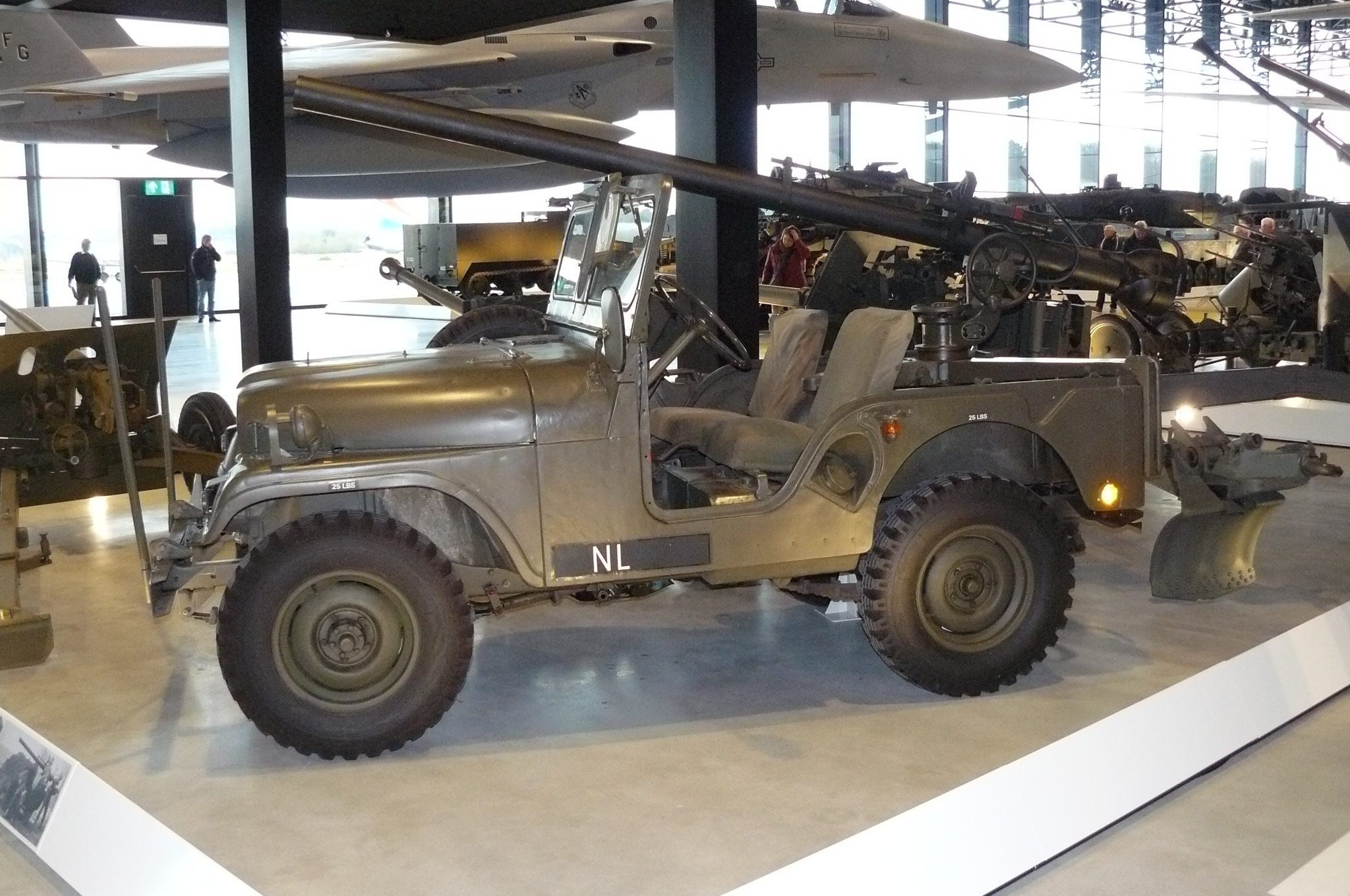
Nederlandse Nekaf Jeep met terugslagloze vuurmond